# Бексултанов Умар Ахматсултанович
Умар Ахматсултанович Бексултанов (чеч. Ӏумар Ахматсултанович Бексултанов; 20 жовтня 1937, Чечен-Аул, Грозненський район, Чечено-Інгушська АРСР, РРФСР, СРСР — 6 грудня 2014, Грозний, Чечня, Росія) — композитор, педагог, Заслужений діяч мистецтв Чечено-Інгушської АРСР, Заслужений діяч мистецтв Чеченської Республіки, автор музики гімну Чеченської республіки.

## Біографія
Народився в селі Чечен-Аул. Батько був трактористом, мати — домогосподаркою. При депортації 23 лютого 1944 року мати була роз'єднана з чоловіком і дітьми. Умар розшукав її тільки в 1960 році. Умар з батьком і молодшою сестрою опинилися в Киргизії. Батько незабаром помер від силікозу. Діти були поміщені в дитячий будинок села Біловодське. У 1946 році Умара перевели у дитячий будинок села Панфіловка, де була семирічна школа.
Умар почав грати на трубі в шкільному духовому оркестрі. У 1953 році, після закінчення школи, поступив в клас труби С. М. Вайндорфа в музично-хореографічному училищі міста Фрунзе. Через рік за станом здоров'я перевівся з класу труби в клас ударних інструментів. У 1956 році почав займатися композицією в гуртку, організованому композитором і піаністом, молодим випускником Ленінградської консерваторії Германом Окунєвим.
З 1957 по 1959 роки грав на ударних інструментах в оркестрі киргизьких народних інструментів, диригентом якого був Борис Веніамінович Феферман, продовжуючи одночасно заняття композицією з Г. Г. Окунєвим. У 1959 році за рекомендацією Г. Г. Окунєва поступив в Ленінградську державну консерваторію імені Римського-Корсакова на теоретико-композиторський факультет, клас композитора О. О. Євлахова, і після її закінчення в 1964 році працював викладачем республіканського музичного училища, потім його директором. З 1966 по 1970 роки був художнім керівником Чечено-Інгушської державної філармонії. З 1996 року — доцент кафедри «Музична освіта» Чеченського державного педагогічного інституту.
Член Спілки композиторів СРСР з 1967 року. У 1974 році удостоєний звання «Заслужений діяч мистецтв ЧІАРСР». У листопаді 2012 року нагороджений медаллю «За високі досягнення» Міністерства культури Чеченської Республіки. 2 березня 2013 року йому присвоєно звання «Заслужений діяч мистецтв Чеченської Республіки».

## Основні твори
- балет «Три поросяти» (1963)
- епічна ораторія до 100-річчя В. І. Леніна (слова Н. Мурзаєва, 1968)
- кантата «Ленінський комсомол» (1970)
- ораторія «Шляхом Жовтня»
- Симфонія «Героїчна»
- Симфонія «За владу Рад» (1971)
- Симфонічна поема «Сказання гір» (1963)
- Симфонічна поема «Гамар» (1964)
- «Піонерська увертюра» (1962)
- сюїта «мій Рідний край» (1963)
- сюїта «Ліричні картинки» (1966)
- «Кумедна сюїта» (1969)
- Концерт для фортепіано з оркестром (1967)
- Вокальний цикл «Пори року»
- Гімн Чеченської Республіки